# Palazzo Giffone
Palazzo Giffone è un edificio di Tropea realizzato nei primi anni dell'Ottocento, situato in largo Galluppi.

## Storia

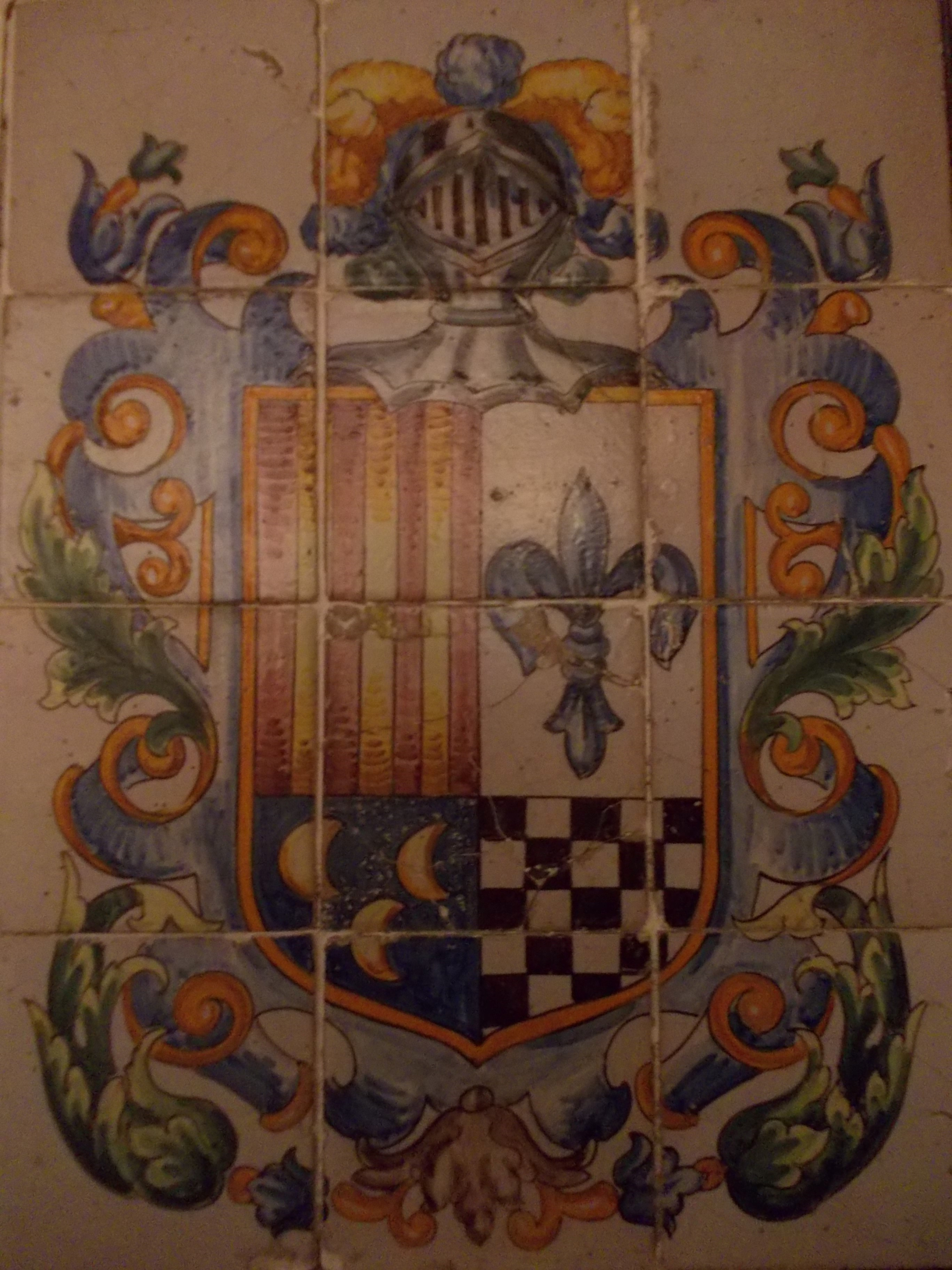
Stemma della famiglia Giffone d'Aragona d'Alba

Il palazzo un tempo era residenza della famiglia Giffone, marchesi di Cinquefrondi e Patrizi di Tropea, oggi edificio di proprietà demaniale.
L'immobile da anni è oggetto di lavori interminabili, in attesa di restauro. Nel 2019, il sindaco di Tropea dichiara che una delle sue priorità è di trasformare il palazzo in rovina in albergo.

## Descrizione

### Struttura
Il Palazzo sorse sui resti di due "case palazziate" di epoca rinascimentale a loro volta edificate sulle vestigia di strutture medievali. La famiglia Giffone lo eresse a seguito del devastante terremoto del 1783 che rase al suolo tutto il territorio meridionale della Calabria. 
Lo stile decorativo del palazzo è in linea con il gusto neoclassico dell'epoca. Infatti i tipici timpani e volute a foglie d'acanto incorniciano le finestre e balconi del piano nobile mentre il pian terreno e il piano attico sono decorati in maniera più sobria e lineare. Lo stile neoclassico risulta ancora evidente nella decorazione "a greca" delle ringhiere.
La struttura del Palazzo ricalca però la peculiare tradizione tropeana essendo caratterizzato da una struttura a corte con scalone d'accesso al piano nobile ad impianto scenografico. Altra peculiarità del Palazzo Giffone rispetto agli altri palazzi patrizi tropeani è la forma del portale d'ingresso. Esso è infatti non solo estremamente sobrio nel decoro ma è anche l'unico di forma rettangolare anziché ad arco a tutto sesto.
I decori interni e gli arredi sono ormai completamente perduti. È ancora possibile riconoscere una disposizione a enfilade dei saloni con affaccio a sud-ovest.